# Underwraps
Underwraps – szósty album studyjny zespołu Chelsea wydany w czerwcu 1989 przez wytwórnię I.R.S. Records. Materiał nagrano w londyńskim studiu "Animal House".

## Lista utworów
1. "Somebody Got Murdered" (The Clash) – 3:21
2. "Cheat" (Chelsea) – 3:04
3. "Give Me Mercy" (Chelsea) – 3:54
4. "Nice Girls" (Chelsea) – 4:12
5. "No Respect" (Chelsea) – 3:51
6. "Life of Crime" (Chelsea) – 4:00
7. "Switchblade" (Chelsea) – 2:39
8. "Fool" (Chelsea) – 3:17
9. "Time After Time" (Chelsea) – 3:05
10. "Come On" (E. King) – 4:08

## Skład
- Gene October – śpiew
- Steve Tannett – gitara
- Pete Dimmock – gitara basowa
- Jamie Abethell – perkusja
- Willy Grip – instr. klawiszowe, gitara akustyczna, gitara

gościnnie
- Henry Padovani – gitara w "Come On"
- Topper Headon – perkusja w "Come On"

produkcja
- Damion Hodge – nagranie i mix
- Clive Mitten – nagranie, mix i produkcja